# 325369 Shishilov
325369 Shishilov è un asteroide della fascia principale. Scoperto nel 2008, presenta un'orbita caratterizzata da un semiasse maggiore pari a 3,1665279 UA e da un'eccentricità di 0,0812924, inclinata di 9,09433° rispetto all'eclittica.